# Timarcha
Genre
Timarcha est un genre d'insectes coléoptères aptères aux élytres soudés comprenant une centaine d'espèces réparties en 3 sous-genres.
On les trouve dans l'écozone paléarctique.
Ils sont phytophages et inféodés à quelques familles de plantes. Le Crache-sang (Timarcha tenebricosa) et sa larve se nourrissent de plantes du genre Galium.

## Espèces rencontrées en Europe
- Sous-genre Metallotimarcha
  - Timarcha corinthia Fairmaire 1873
  - Timarcha gibba (Hagenbach 1825)
  - Timarcha metallica (Laicharting 1781)
- Sous-genre Timarcha
  - Timarcha apricaria Waltl 1835
  - Timarcha apuana Daccordi & Ruffo 1990
  - Timarcha aurichalcea Bechyné 1948
  - Timarcha balearica (Gory 1829)
  - Timarcha calceata Perez 1865
  - Timarcha chalcosoma Fairmaire 1868
  - Timarcha coarcticollis Fairmaire 1873
  - Timarcha erosa Fairmaire 1873
  - Timarcha espanoli Bechyné 1948
  - Timarcha fallax Perez 1865
  - Timarcha granadensis Bechyné 1948
  - Timarcha gravis Rosenhauer 1856
  - Timarcha heydeni Weise 1882
  - Timarcha hispanica Herrich-Schaeffer 1838
  - Timarcha insparsa Rosenhauer 1856
  - Timarcha intermedia Herrich-Schaeffer 1838
  - Timarcha kiesenwetteri Kraatz 1879
  - Timarcha marginicollis Rosenhauer 1856
  - Timarcha melica Bechyné 1947
  - Timarcha nicaeensis Villa 1853
  - Timarcha parvicollis Rosenhauer 1856
  - Timarcha pimelioides Herrich-Schaeffer 1838
  - Timarcha rugulosa Herrich-Schaeffer 1838
  - Timarcha seidlitzi Kraatz 1879
  - Timarcha strophium Weise 1888
  - Timarcha tenebricosa (Fabricius 1775) - le Crache-sang
  - Timarcha tenuicornis Fairmaire 1880
  - Timarcha validicornis Fairmaire 1873
- Sous-genre Timarchostoma
  - Timarcha affinis Laboissiere 1939
  - Timarcha aragonica Balbi 1892
  - Timarcha asturiensis Kraatz 1879
  - Timarcha catalaunensis Fairmaire 1873
  - Timarcha chloropus (Germar 1824)
  - Timarcha cornuta Bechyné 1944
  - Timarcha cyanescens Fairmaire 1861
  - Timarcha daillei Laboissiere 1939
  - Timarcha durmitoriensis Apfelbeck 1912
  - Timarcha elliptica Fairmaire 1873
  - Timarcha fracassii Meier 1900
  - Timarcha geniculata (Germar 1824)
  - Timarcha globipennis Fairmaire 1873
  - Timarcha goettingensis (Linnaeus 1758)
  - Timarcha gougeleti Fairmaire 1859
  - Timarcha interstitialis Fairmaire 1861
  - Timarcha janthinipes Fairmaire 1880
  - Timarcha lusitanica (Fabricius 1781)
  - Timarcha maritima Perris 1850
  - Timarcha melitensis Weise 1882
  - Timarcha monserratensis Bechyné 1962
  - Timarcha montana Fairmaire 1873
  - Timarcha monticola Dufour 1843
  - Timarcha oblongula Fairmaire 1880
  - Timarcha obsoleta Laboissiere 1937
  - Timarcha olivieri Fairmaire 1868
  - Timarcha perezi Fairmaire 1884
  - Timarcha pontavicei Marseul 1883
  - Timarcha pratensis Duftschmid 1825
  - Timarcha recticollis Fairmaire 1891
  - Timarcha sardea'' (Villa 1835)
  - Timarcha sicelides Reiche 1860
  - Timarcha sphaeroptera Fairmaire 1873
  - Timarcha stepaneki Bechyné 1946
  - Timarcha strangulata Fairmaire 1861
  - Timarcha temperei Jeanne 1965
  - Timarcha trapezicollis Fairmaire 1873

## Liste des espèces et sous-espèces
Selon Catalogue of Life (29 août 2014) :
- Timarcha cerdo
- Timarcha intricata

Selon ITIS (29 août 2014) :
- sous-genre Timarcha (Americanotimarcha) Jolivet, 1948

Selon NCBI (29 août 2014) :
- Timarcha atlantica
- Timarcha aurichalcea
- Timarcha balearica
- Timarcha calceata
- Timarcha cerdo
- Timarcha coarcticollis
- Timarcha cornuta
- Timarcha cyanescens
- Timarcha erosa
  - sous-espèce Timarcha erosa vermiculata
- Timarcha espanoli
- Timarcha fallax
- Timarcha geniculata
- Timarcha goettingensis
- Timarcha gougeleti
- Timarcha granadensis
- Timarcha hispanica
- Timarcha hummeli
- Timarcha insparsa
- Timarcha intermedia
- Timarcha interstitialis
- Timarcha intricata
- Timarcha lugens
- Timarcha marginicollis
- Timarcha maritima
- Timarcha maroccana
- Timarcha metallica
- Timarcha montserratensis
- Timarcha nicaeensis
- Timarcha olivieri
  - sous-espèce Timarcha olivieri parnassia
- Timarcha perezi
- Timarcha pimelioides
- Timarcha punctella
  - sous-espèce Timarcha punctella teleuetica
- Timarcha recticollis
- Timarcha riffensis
- Timarcha rugosa
- Timarcha rugulosa
  - sous-espèce Timarcha rugulosa lomnickii
- Timarcha scabripennis
- Timarcha sinuatocollis
- Timarcha strangulata
- Timarcha sublaevis
- Timarcha tenebricosa
- Timarcha ventricosa